# 贾维斯·海耶斯
贾维斯·詹姆斯·海耶斯（英語：Jarvis James Hayes，1981年8月9日—），生于乔治亚州亚特兰大，美国职业篮球运动员，司职小前锋。
身高2.01米（6英尺7英寸），体重220磅，在大学期间是乔治亚大学的小前锋，他在2003年NBA选秀中第一轮第10顺位被华盛顿巫師队选中。
在他的职业生涯中得到场均8.8分，海耶斯有着不错的得分能力但是防守能力欠佳。
2007年8月15日，海耶斯离开效力四个赛季的巫師队和底特律活塞队签约。
2013年他以歸化球員身分，加入卡達國家男子籃球隊，並在2013年亞洲籃球錦標賽中出賽。